# 沃爾奇哈區
52°01′N 80°22′E / 52.017°N 80.367°E
沃爾奇哈區（俄语：Волчихинский район），是俄羅斯的一個區，位於該國南部，由阿爾泰邊疆區負責管轄，面積3,594平方公里，2010年人口19,703，人口密度每平方公里5.48人。